# Dværgkirsebær
Dværgkirsebær (Prunus fruticosa), også skrevet Dværg-Kirsebær, er en lille, løvfældende busk med en kompakt vækst og korte, krogede grene. Frugterne er spiselige, men syrlige.

## Beskrivelse
Barken er først lysegrå med tydelige barkporer. Derpå bliver den grå, mens gamle grene kan få en mørkt rødbrun bark. Knopperne er spredtstillede, ægformede og lysebrune. Bladene er små og omvendt ægformede med fint takket rand. Oversiden er mørkegrøn, mens undersiden er grågrøn. 
Blomstringen sker i april-maj, hvor man finder blomsterne samlet i små stande på kortskud. De enkelte blomster er regelmæssige og 5-tallige med hvide kronblade og støvdragere. Frugterne er mørkerøde, ca. ærtestore stenfrugter.
Rodnettet er dybtgående med enkelte, højtliggende rødder, der sætter rodskud. 
Højde x bredde og årlig tilvækst: 1,5 x 1,5 m (10 x 10 cm/år).

## Hjemsted
Arten er udbredt i Kaukasus, Centralasien, Sibirien, Kina og det sydøstlige Europa, og den er nøje knyttet til tørre, lysåbne voksesteder med et højt kalkindhold i jorden. 
I de tørre enge ved Neusiedler See i det nordlige Burgenland, Østrig, vokser arten sammen med bl.a. Astragalus austriacus (en art af astragel), dværgiris, glat rottehale, jordstar, markbynke, nikkende kobjælde, Onosma arenarium (en art af æseltunge), Potentilla arenaria (en art af potentil), rapunselklokke, småblomstret salvie, spinkel kambunke, stendafne, Stipa capillata (en art af fjergræs) og Stipa joannis (en art af fjergræs)
| Portal | Portal:Botanik |

## Note
1. ↑  Martin Magnes: Übersicht über Trockenrasengesellschaften im Neusiedler See-Gebiet (tysk)